# William Erwin Paul
William Erwin Paul (Nova Iorque, 12 de junho de 1936 – Nova Iorque, 18 de setembro de 2015) foi um imunologista estadunidense.

## Vida e obra
Paul obteve um título de Doutor em Medicina (M.D.) na SUNY Downstate College of Medicine. Foi diretor do Laboratório de Imunologia do Instituto Nacional de Alergia e Doenças Infecciosas (National Institute of Allergy and Infectious Diseases - NIAID), uma instituição dos Institutos Nacionais da Saúde (National Institutes of Health - NIH) em Bethesda, Maryland. Foi além disso professor da Universidade da Pensilvânia em Filadélfia, Pensilvânia, e da Universidade de Tel Aviv em Tel Aviv, Israel.

## Condecorações selecionadas
- 1982 Membro da Academia Nacional de Ciências dos Estados Unidos
- 1993 Membro da Academia de Artes e Ciências dos Estados Unidos[1]
- 2008 Medalha Max Delbrück[2]
- 2009 Medalha Clemens von Pirquet[3]